# Transformateur FI
Un transformateur FI, que l'on nomme souvent, en abrégé, transfo FI, est un composant électronique entrant dans la composition d'un filtre électronique, filtre permettant de transmettre les signaux sur une fréquence donnée, dite fréquence intermédiaire, et dans une bande de fréquence autour de cette fréquence, et de les réjecter en dehors de cette bande de fréquence. Les transformateurs FI sont utilisés dans les amplificateurs de fréquence intermédiaire des récepteurs superhétérodynes.

## Présentation
Un transformateur FI (Fréquence Intermédiaire) est constitué habituellement de deux enroulements :
- l'enroulement primaire, dans lequel on injecte le signal d'entrée ;
- l'enroulement secondaire, sur lequel on prélève le signal de sortie.

Il comporte donc 4 broches. Les enroulements sont constitués de fils isolés très fins, car le courant qui les traverse est faible (quelques mA). Ils se trouvent à l'intérieur d'un blindage métallique léger, qui est normalement relié à la masse du circuit imprimé sur lequel il est monté. L'accord du transformateur FI se fait par un noyau plongeur (en ferrite, afin de réduire les pertes). En vissant ou en dévissant le noyau avec un petit tournevis (de préférence en plastique, pour éviter les effets parasites), on ajuste la fréquence d'accord des enroulements.
Un condensateur est branché en parallèle sur l'enroulement primaire, afin de constituer un circuit LC accordé sur la fréquence intermédiaire.

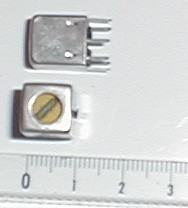
Transformateur FI 455 kHz (en vue de côté et en vue de dessus). On remarquera le pas de vis jaune, qui permet l'ajustement du transformateur FI à l'aide d'un petit tournevis.

## Utilisation
Les transformateurs FI sont utilisés dans pratiquement tous les récepteurs radio de type superhétérodyne, dans l'amplificateur à fréquence intermédiaire. On les trouve aussi dans les magnétoscopes, les téléphones, les télécommandes.
Les différents modèles se distinguent par la couleur du pas de vis, et par le marquage situé sur le côté du transformateur FI.
Les types de transformateurs FI usuels sont :
- les transformateurs FI 455 kHz pour la réception radio des ondes PO, GO, OC en modulation d'amplitude ;
- les transformateurs FI 5,5 MHz pour la réception du son de la télévision en modulation d'amplitude ;
- les transformateurs FI 10,7 MHz pour la réception radio stéréo en modulation de fréquence.

Ils sont généralement utilisés en association avec les filtres céramique. En effet, les filtres céramique, comme les quartz, sont très sélectifs, l'association permet d'améliorer la sélectivité et d'utiliser moins de transformateurs FI.
Le fabricant de loin le plus connu est la société Toko, dont les modèles sont souvent cités comme référence dans les schémas de récepteurs radio.